# خیال‌بافی (ترانه ریدیوهد)
«خیال‌بافی» (به انگلیسی: Daydreaming) تک‌آهنگی از گروه موسیقی آلترنتیو راک ردیوهد است که در سال ۲۰۱۶ میلادی منتشر شد. این تک‌آهنگ در آلبوم یک استخر ماه شکل قرار داشت.
این تک آهنگ بر اساس داستان راه گرسنگان نوشته بن اٌکری نویسنده نیجریه ای می‌باشد برنده جایزه بوکر نیز شده‌است، در آن آزارو کودکی خردسال که با دنیای اثیری در ارتباط است و مدام در حال خیال پردازی و دیدن ارواح می‌باشد الگو برداری شده‌است